# 升本琢也
升本 琢也（ますもと たくや、1976年（昭和51年）- ）はフジテレビスポーツ局のディレクター。
本名同じ。広島県広島市出身。血液型O型。2児の父。

## 人物
内田恭子、里谷多英とは同期入社。広島の名門、修道高等学校の出身で吉川晃司は先輩。
修道高等学校時代はバスケットボール部に所属し、主将にも選ばれた。ただし技術ではなく、「人柄」での選出のため、試合開始5分で必ず交代をさせられていた。
早稲田大学政治経済学部政治学科を卒業。
「甘酸っぱい」演出が信条。
タイガー・ウッズ、マイケル・ジョーダン、マリア・シャラポワ、ミハエル・シューマッハといった世界のトップアスリートとのロケを成功させている。
ジャンクスポーツでは「血液サラサラ選手権」「ビーチバレー対決」「フサイチジャンク企画」など、数々のシリーズ企画を担当。また、ジャンクスポーツ「W杯の歩き方」企画では、「無計画でサッカーW杯を観戦に行くと、どうなってしまうのか?」を検証するため、番組マスコット「浜田くん人形」と共にサッカー・ドイツＷ杯を観戦。滞在中は、全くホテルにも泊まれず、電車で一晩を過ごすなど、体を張った企画が放送された（VTR制作を担当）。

## 担当番組
- ジャンクSPORTS
- 講道館杯全日本柔道体重別選手権大会
- 東京マラソン2009
- すぽると!